# Municipio de Plain Grove
El municipio de Plain Grove (en inglés: Plain Grove Township) es un municipio ubicado en el condado de Lawrence en el estado estadounidense de Pensilvania. En el año 2000 tenía una población de 854 habitantes y una densidad poblacional de 18 personas por km².

## Geografía
El municipio de Plain Grove se encuentra ubicado en las coordenadas 41°04′21″N 80°07′35″O / 41.07250, -80.12639.

## Demografía
Según la Oficina del Censo en 2000 los ingresos medios por hogar en la localidad eran de $37,000 y los ingresos medios por familia eran de $41,083. Los hombres tenían unos ingresos medios de $30,385 frente a los $20,156 para las mujeres. La renta per cápita de la localidad era de $15,807. Alrededor del 10,8% de la población estaba por debajo del umbral de pobreza.